# Antonio Ghomsi
Antonio Ghomsi (Bandjoun, 22 aprile 1986) è un ex calciatore camerunese, di ruolo difensore.

## Carriera

### Club
Ha esordito con i professionisti nel Genoa in serie B nel 2002, dopo aver fatto solo 5 presenze è passato in prestito sempre in serie B alla Salernitana.
Nel 2005 dopo esser ritornato dal prestito con il Genoa in C1 in seguito al Caso Genoa gioca per soli nove minuti nella partita esterna contro il Ravenna il 4 settembre ma dato che aveva preso due giornate di squalifica nella penultima giornata nel Campionato Primavera 2004-2005 con la Salernitana non poteva essere schierato, quindi il Genoa venne condannato alla perdita della partita a tavolino oltre alla sua ammonizione, la commissione disciplinare della FIGC prese questa decisione dopo ben 218 giorni dai fatti.
Ha esordito in Serie A con la maglia del Messina nella stagione 2006-2007, retrocedendo assieme alla squadra peloritana in Serie B. Nel luglio 2007 il camerunese si trasferì alla Juve Stabia, che si salvò soltanto dopo la vittoria ai playout. Nell'agosto 2008, da svincolato passò all'Avellino; con la squadra irpinia ha vissuto, però, un'annata negativa, conclusa con la retrocessione in Lega Pro Prima Divisione. Dopo il termine della stagione 2008-2009, il 7 luglio 2009 è stato ingaggiato dal Siena, che lo ha immediatamente girato in prestito al club belga del Mechelen, il quale a sua volta l'ha riscattato nella stagione 2010-2011.
L'8 ottobre 2013 è stato condannato a tre giornate di squalifica e ad una ammenda di 400 euro per comportamento aggressivo verso l'arbitro nella finale della partita contro il Cercle de Bruges.
Nel gennaio 2015 il Mechelen lo cede in prestito al club greco Skoda Xanthi.
Il 1º febbraio 2015 segna il gol del temporaneo pareggio in trasferta contro il Levadiakos F.C. e tornando quindi al gol dopo ben nove anni.

### Nazionale olimpica
Con la formazione della nazionale olimpica camerunese ha partecipato al torneo olimpico di calcio del 2008 che si sono tenuti a Pechino, dove ha raggiunto i quarti di finale.

## Statistiche

### Cronologia presenze e reti in nazionale
| Cronologia completa delle presenze e delle reti in nazionale ― Camerun olimpica | Cronologia completa delle presenze e delle reti in nazionale ― Camerun olimpica | Cronologia completa delle presenze e delle reti in nazionale ― Camerun olimpica | Cronologia completa delle presenze e delle reti in nazionale ― Camerun olimpica | Cronologia completa delle presenze e delle reti in nazionale ― Camerun olimpica | Cronologia completa delle presenze e delle reti in nazionale ― Camerun olimpica | Cronologia completa delle presenze e delle reti in nazionale ― Camerun olimpica | Cronologia completa delle presenze e delle reti in nazionale ― Camerun olimpica |
| Data                                                                            | Città                                                                           | In casa                                                                         | Risultato                                                                       | Ospiti                                                                          | Competizione                                                                    | Reti                                                                            | Note                                                                            |
| ------------------------------------------------------------------------------- | ------------------------------------------------------------------------------- | ------------------------------------------------------------------------------- | ------------------------------------------------------------------------------- | ------------------------------------------------------------------------------- | ------------------------------------------------------------------------------- | ------------------------------------------------------------------------------- | ------------------------------------------------------------------------------- |
| 7-8-2008                                                                        | Qinhuangdao                                                                     | Corea del Sud olimpica                                                          | 1 – 1                                                                           | Camerun olimpica                                                                | Olimpiadi 2008 - 1º turno                                                       | -                                                                               |                                                                                 |
| 10-8-2008                                                                       | Qinhuangdao                                                                     | Camerun olimpica                                                                | 1 – 0                                                                           | Honduras olimpica                                                               | Olimpiadi 2008 - 1º turno                                                       | -                                                                               | 57’                                                                             |
| 13-8-2008                                                                       | Tientsin                                                                        | Camerun olimpica                                                                | 0 – 0                                                                           | Italia olimpica                                                                 | Olimpiadi 2008 - 1º turno                                                       | -                                                                               |                                                                                 |
| 16-8-2008                                                                       | Shenyang                                                                        | Brasile olimpica                                                                | 2 – 0 dts                                                                       | Camerun olimpica                                                                | Olimpiadi 2008 - Quarti di finale                                               | -                                                                               | 66’                                                                             |
| Totale                                                                          |                                                                                 | Presenze                                                                        | 4                                                                               |                                                                                 | Reti                                                                            | 0                                                                               |                                                                                 |

## Procedimenti giudiziari
Il 14 gennaio 2013 il tribunale di Malines (Belgio) l'ha condannato a cinque mesi di reclusione con sospensione della pena e a una ammenda di 550 euro per violenza coniugale nei confronti della compagna per fatti risalenti all'anno prima.